# 1147 Stavropolis
1147 Stavropolis è un asteroide della fascia principale. Scoperto nel 1929, presenta un'orbita caratterizzata da un semiasse maggiore pari a 2,2707890 UA e da un'eccentricità di 0,2311528, inclinata di 3,87814° rispetto all'eclittica.
Il suo nome è un omaggio alla città di Stavropol', in Russia.